# خوسه لوئیس لاگویا
خوسه لوئیس لاگویا (اسپانیایی: José Luis Laguía‎؛ زادهٔ ۳۰ سپتامبر ۱۹۵۹) دوچرخه‌سوار اهل اسپانیا است. وی در مسابقات تور دو فرانس شرکت کرده است.